# Schwebescheiben

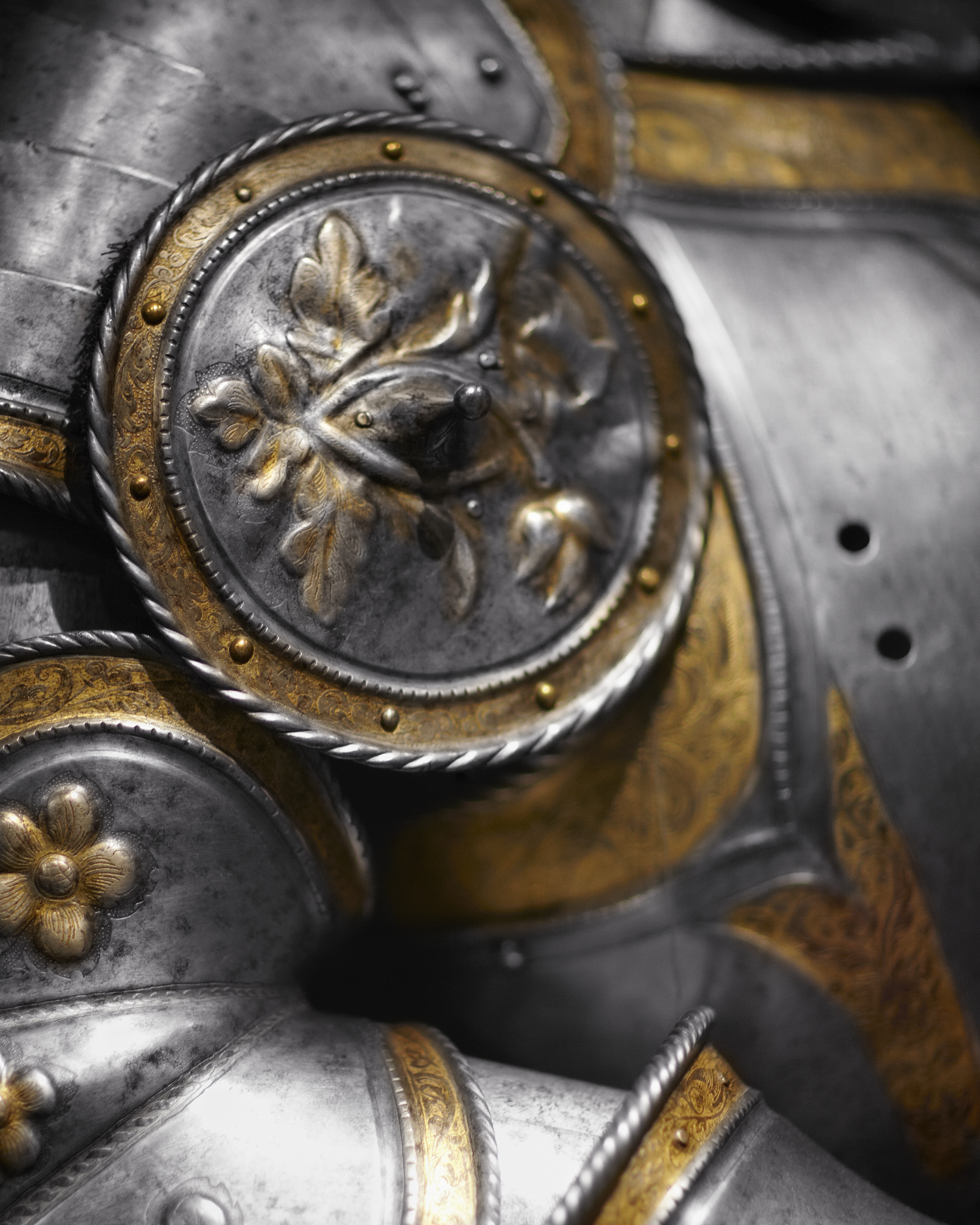
Schwebescheibe an einem Harnisch von 1540

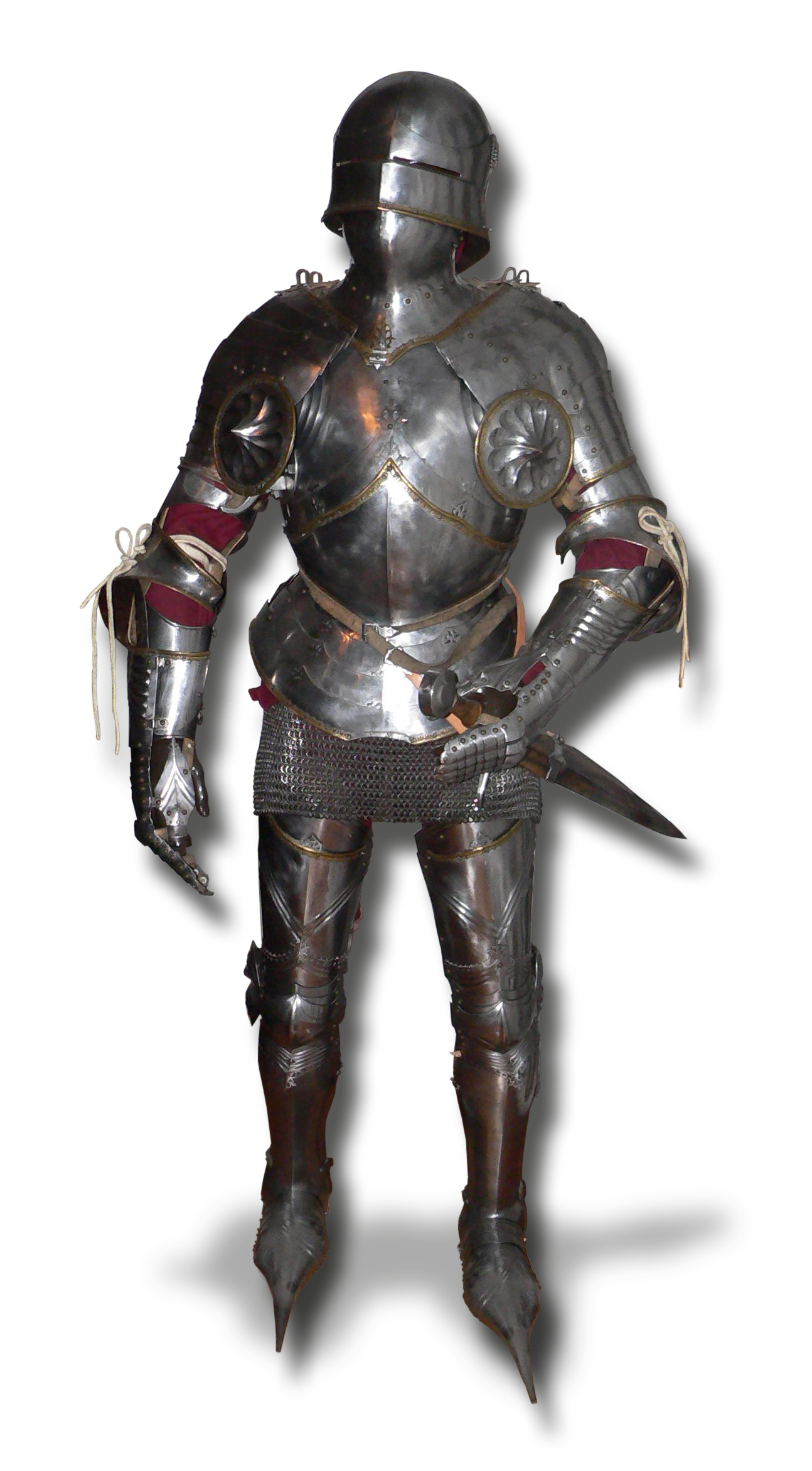
Gotischer Feldharnisch mit Schwebescheiben unter den Armen

Schwebescheiben sind runde Stahlscheiben eines spätmittelalterlichen und frühneuzeitlichen Plattenpanzers, die zum Schutz der Achselhöhlen an Lederriemen herabhingen. Wenn der Träger eines Plattenpanzers zum Hieb ausholte, war die Achselhöhle ansonsten ungeschützt. Diese Scheiben waren meist rund mit einer leicht konvexen oder konkaven Oberfläche. Sie waren beweglich („schwebend“) angebracht, um Stiche seitlich auf die Plattenrüstung abzuleiten, von der die Klingenspitze abglitt.
Schwebescheiben sind seit Anfang des 14. Jahrhunderts bekannt und hielten sich vereinzelt bis in das 16. Jahrhundert. Im späten 15. Jahrhundert wurden vereinzelt weitere Schwebescheiben an den Ellenbogen oder bei Kettenpanzer am Handrücken angebracht. Später wurden die Achselhöhlen durch Schulterpanzersegmente geschützt.
Schwebescheiben sind nicht zu verwechseln mit Achselschilden (Ailetten), die vielleicht zum Schutz der Schultern gedacht waren und das Wappen des Ritters trugen.

## Galerie

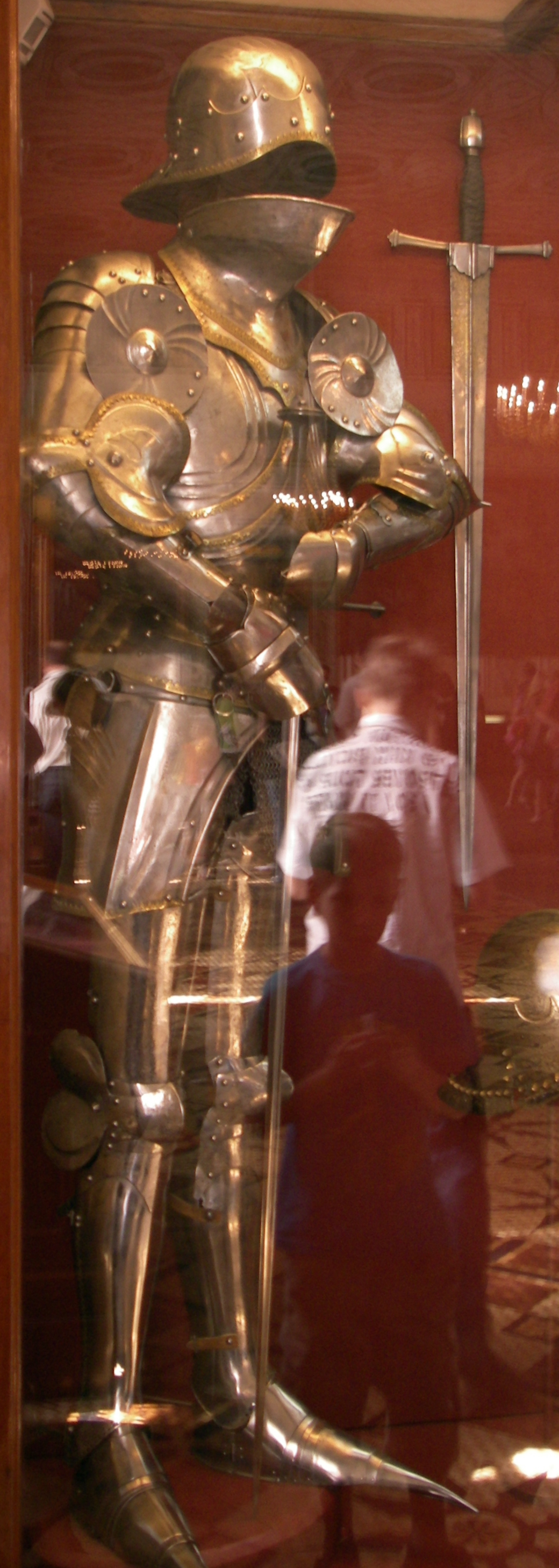
Gotischer Plattenpanzer mit Schwebescheiben
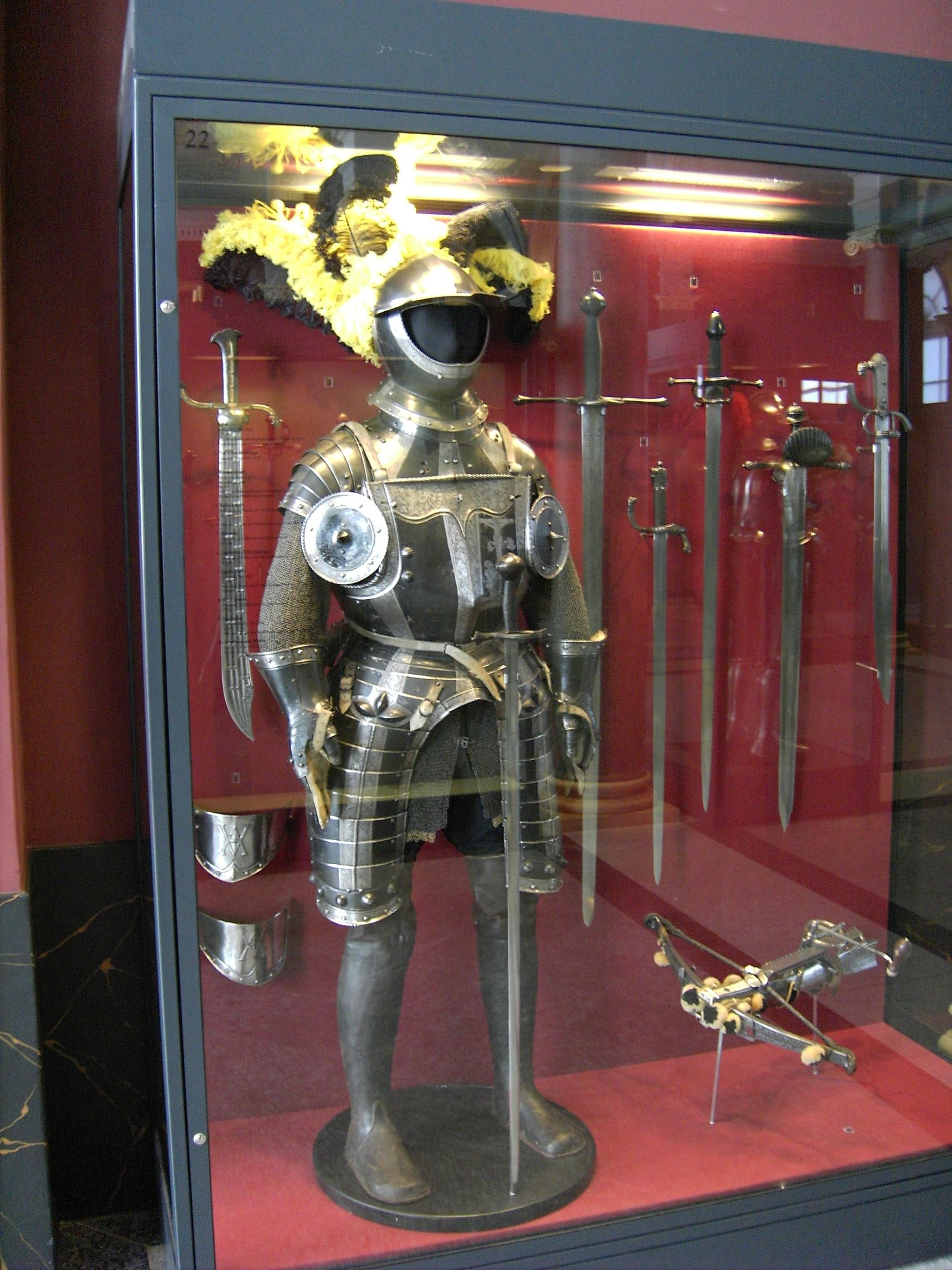
Plattenpanzer des 16. oder 17. Jahrhunderts mit Schwebescheiben im Zwingermuseum in Dresden
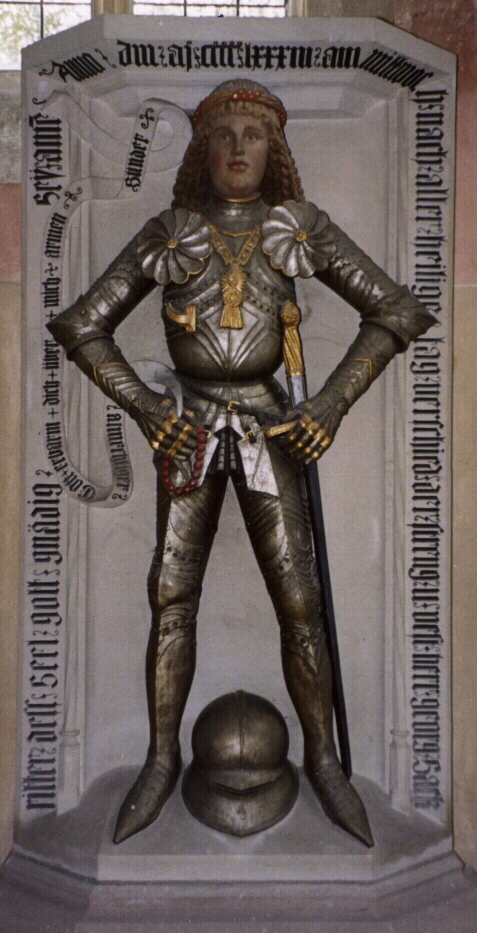
Epitaph eines Schwanenordensritters in gotischem Feldharnisch mit Schwebescheiben im Kloster Heilsbronn
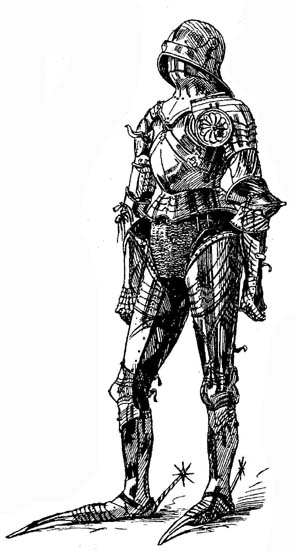
Gotische Rüstung Maximilians I. mit Schwebescheiben von 1475 (Zeichnung von Wendelin Boeheim)
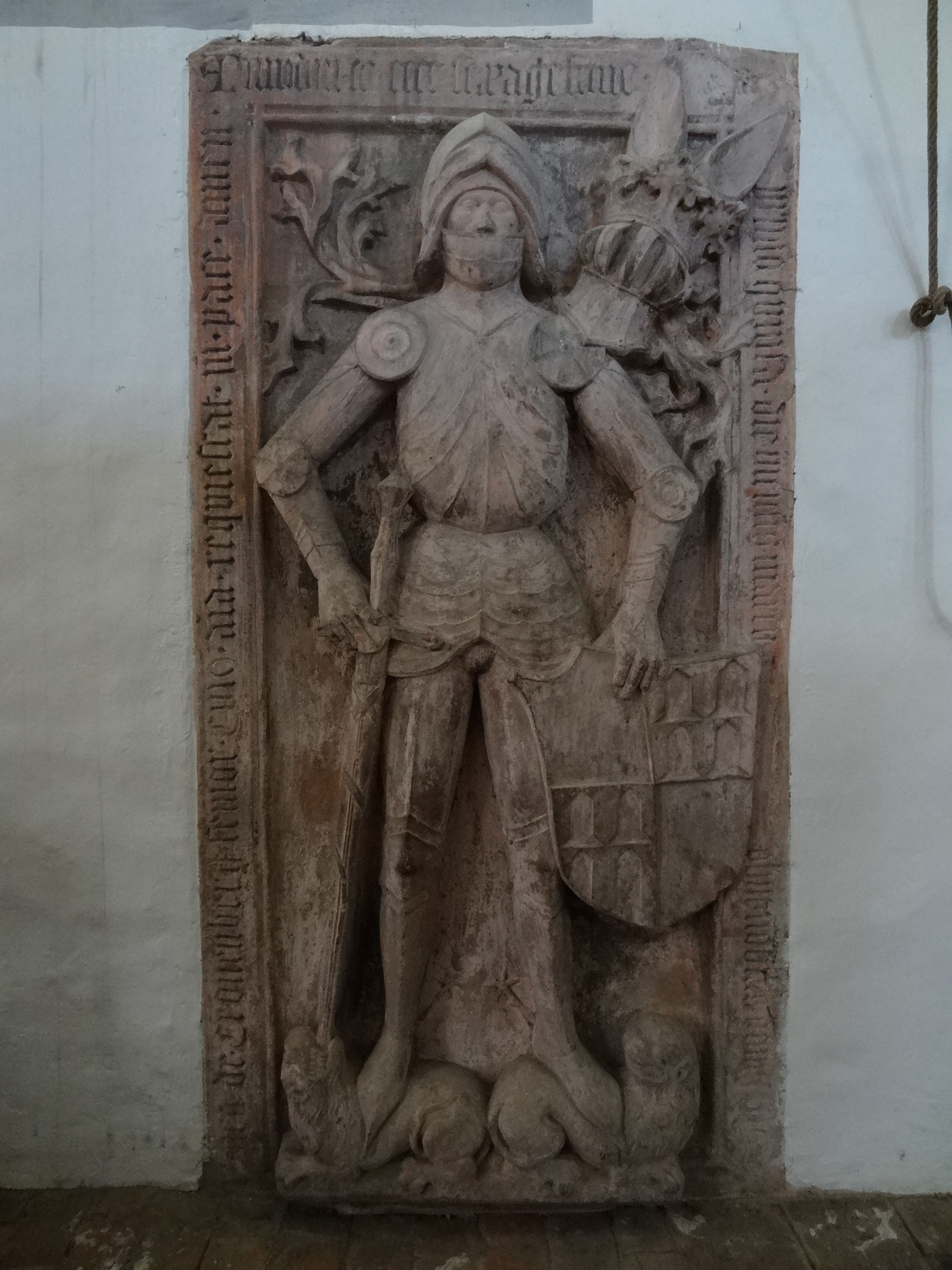
Epitaph von Frank XII. von Cronberg in Feldharnisch mit Schwebescheiben an Achseln und Ellenbogen in der Marienstiftskirche in Lich in Hessen